# Euskirchen (huyện)
Euskirchen là một huyện (Kreis) ở tây nam Nordrhein-Westfalen, Đức. Các huyện giáp ranh là Aachen, Düren, Rhein-Erft-Kreis, Rhein-Sieg, Ahrweiler, Daun, Bitburg-Prüm, và tỉnh Liège (Bỉ).

## Lịch sử
Năm 1827, một huyện đầu tiên quanh thành phố Euskirchen được thành lập nhưng nhỏ hơn huyện ngày nay. Năm 1932, huyện Rheinbach bị giải thể và huyện Euskirchen lấy được phần phía nam huyện giải thể này. Năm 1972, huyện Euskirchen lấy thêm huyện Schleiden.

## Địa lý
Huyện này nằm trong dãy đồi Eifel. Đất ở đây cằn cỗi không phù hợp cho canh tác. Ở đây có quặng sắt nhưng ngày nay rừng ở đây thu hút khách du lịch.

## Thị xã và đô thị
| Thị xã                                                                  | Đô thị                                                                       |
| ----------------------------------------------------------------------- | ---------------------------------------------------------------------------- |
| 1. Bad Münstereifel 2. Euskirchen 3. Mechernich 4. Schleiden 5. Zülpich | 1. Blankenheim 2. Dahlem 3. Hellenthal 4. Kall 5. Nettersheim 6. Weilerswist |